# NGC 4300
NGC 4300 is een spiraalvormig sterrenstelsel in het sterrenbeeld Maagd. Het hemelobject werd op 17 april 1786 ontdekt door de Duits-Britse astronoom William Herschel.

## Synoniemen
- UGC 7413
- MCG 1-32-21
- ZWG 42.44
- VCC 492
- PGC 39972